# Ор (Библия)
Ор (ивр. חור‎, Хур) — ветхозаветный персонаж, приближённый пророка Моисея из колена Иудина, сын Халева и дед художника Веселеила (евр. Бецалела), строителя скинии.
Во время сражения с амаликитянами близ Рефидима находился вместе с Аароном близ Моисея и поддерживал руки последнего во время его молитвы (Исх. 17:10—12).
Ему вместе с Аароном было поручено управление народом во время отсутствия Моисея (Исх. 24:14).
По мнению Иосифа Флавия, был мужем Мириам, сестры Моисея.